# Barlieu
Barlieu est une commune française située dans le département du Cher en région Centre-Val de Loire.

## Géographie
La commune faisait partie du canton de Vailly-sur-Sauldre ; depuis 2015, à la suite du redécoupage des cantons du département, elle fait partie du canton de Sancerre,.

### Climat
Pour des articles plus généraux, voir Climat du Centre-Val de Loire et Climat du Cher.
En 2010, le climat de la commune est de type climat océanique dégradé des plaines du Centre et du Nord, selon une étude du CNRS s'appuyant sur une série de données couvrant la période 1971-2000. En 2020, Météo-France publie une typologie des climats de la France métropolitaine dans laquelle la commune est exposée à un climat océanique altéré et est dans la région climatique  Centre et contreforts nord du Massif Central, caractérisée par un air sec en été et un bon ensoleillement. 
Pour la période 1971-2000, la température annuelle moyenne est de 11,1 °C, avec une amplitude thermique annuelle de 16,7 °C. Le cumul annuel moyen de précipitations est de 817 mm, avec 11,5 jours de précipitations en janvier et 7,4 jours en juillet. Pour la période 1991-2020, la température moyenne annuelle observée sur la station météorologique la plus proche, située sur la commune de Vailly-sur-Sauldre à 4 km à vol d'oiseau, est de 11,3 °C et le cumul annuel moyen de précipitations est de 792,8 mm,. Pour l'avenir, les paramètres climatiques de la commune estimés pour 2050 selon différents scénarios d'émission de gaz à effet de serre sont consultables sur un site dédié publié par Météo-France en novembre 2022.
| Mois                                  | jan.            | fév.             | mars           | avril         | mai           | juin          | jui.           | août         | sep.            | oct.            | nov.             | déc.             | année    |
| ------------------------------------- | --------------- | ---------------- | -------------- | ------------- | ------------- | ------------- | -------------- | ------------ | --------------- | --------------- | ---------------- | ---------------- | -------- |
| Température minimale moyenne (°C)     | 0,4             | −0,2             | 1,6            | 3,4           | 7,4           | 10,9          | 12,5           | 12,1         | 8,5             | 6,7             | 3,2              | 1                | 5,6      |
| Température moyenne (°C)              | 3,7             | 4,2              | 7,4            | 10,1          | 14            | 17,7          | 19,8           | 19,5         | 15,4            | 11,8            | 7,1              | 4,3              | 11,3     |
| Température maximale moyenne (°C)     | 7,1             | 8,7              | 13,2           | 16,8          | 20,7          | 24,4          | 27,1           | 26,9         | 22,4            | 17              | 11               | 7,6              | 16,9     |
| Record de froid (°C) date du record   | −22 16.01.1985  | −18,5 22.02.1986 | −13,5 01.03.05 | −7,4 09.04.03 | −3 07.05.1979 | −1 05.06.1991 | 2,3 04.07.1984 | 1 31.08.1986 | −1,5 21.09.1978 | −7,5 31.10.1997 | −11,5 24.11.1998 | −19,5 31.12.1985 | −22 1985 |
| Record de chaleur (°C) date du record | 17,6 05.01.1999 | 22,5 27.02.19    | 26,2 31.03.21  | 30 20.04.18   | 32,5 28.05.17 | 40 27.06.11   | 42 24.07.19    | 41 06.08.03  | 36 14.09.20     | 30,7 01.10.1985 | 23,2 08.11.15    | 19,8 16.12.1989  | 42 2019  |
| Précipitations (mm)                   | 70              | 60,1             | 58,2           | 61,5          | 71,3          | 56            | 61,9           | 60,1         | 60,3            | 75,2            | 76,8             | 81,4             | 792,8    |

## Urbanisme

### Typologie
Au 1er janvier 2024, Barlieu est catégorisée commune rurale à habitat très dispersé, selon la nouvelle grille communale de densité à 7 niveaux définie par l'Insee en 2022.
Elle est située hors unité urbaine. Par ailleurs la commune fait partie de l'aire d'attraction d'Aubigny-sur-Nère, dont elle est une commune de la couronne,. Cette aire, qui regroupe 16 communes, est catégorisée dans les aires de moins de 50 000 habitants,.

### Occupation des sols
L'occupation des sols de la commune, telle qu'elle ressort de la base de données européenne d’occupation biophysique des sols Corine Land Cover (CLC), est marquée par l'importance des territoires agricoles (91,6 % en 2018), une proportion identique à celle de 1990 (91,6 %). La répartition détaillée en 2018 est la suivante : 
terres arables (55,9 %), prairies (18,3 %), zones agricoles hétérogènes (17,4 %), forêts (8,4 %).
L'évolution de l’occupation des sols de la commune et de ses infrastructures peut être observée sur les différentes représentations cartographiques du territoire : la carte de Cassini (XVIIIe siècle), la carte d'état-major (1820-1866) et les cartes ou photos aériennes de l'IGN pour la période actuelle (1950 à aujourd'hui).

### Risques majeurs
Le territoire de la commune de Barlieu est vulnérable à différents aléas naturels : météorologiques (tempête, orage, neige, grand froid, canicule ou sécheresse) et séisme (sismicité très faible). Un site publié par le BRGM permet d'évaluer simplement et rapidement les risques d'un bien localisé soit par son adresse soit par le numéro de sa parcelle.

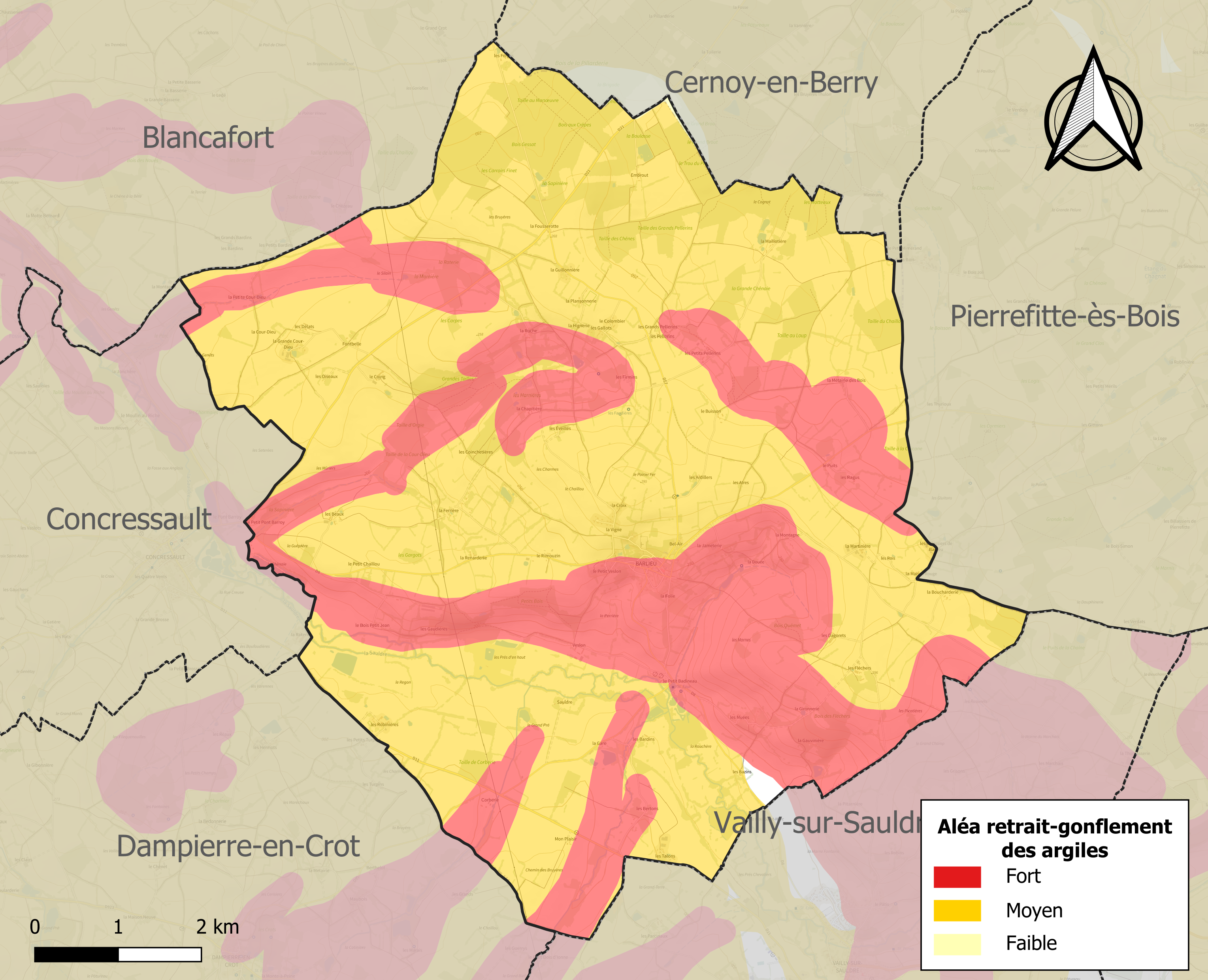
Carte des zones d'aléa retrait-gonflement des sols argileux de Barlieu.

Le retrait-gonflement des sols argileux est susceptible d'engendrer des dommages importants aux bâtiments en cas d’alternance de périodes de sécheresse et de pluie. 99,8 % de la superficie communale est en aléa moyen ou fort (90 % au niveau départemental et 48,5 % au niveau national). Sur les 290 bâtiments dénombrés sur la commune en 2019, 290 sont en aléa moyen ou fort, soit 100 %, à comparer aux 83 % au niveau départemental et 54 % au niveau national. Une cartographie de l'exposition du territoire national au retrait gonflement des sols argileux est disponible sur le site du BRGM,.
Concernant les mouvements de terrains, la commune a été reconnue en état de catastrophe naturelle au titre des dommages causés par la sécheresse en 1989, 2003 et 2018 et par des mouvements de terrain en 1999.

## Toponymie
Barlieu est dérivé de la racine gauloise *bar,*barros et  du latin  locus = lieu ; barros signifie la hauteur, le sommet, la cime, et par extension la tête (se trouvant au sommet du corps). Il est issu de la racine indo-européen *bhers- (pointe / cîme), et serait à l'origine des mots français : barre, barrière. On le retrouve en vieil irlandais (barr), en gallois et cornique (bar). En toponymie, elle signifie généralement des lieux habités en hauteur comme Bar-le-Duc ou Bar-sur-Aube ; de nombreux toponymes comme La Barre ou Les Barres correspondent à un village gaulois en bordure d'un coteau ou sur une hauteur. Comme pour Barlieu, *barros entre aussi dans la formation de noms de lieux composés, comme Barnave dans la Drome (associé au gaulois *nava =plaine, vallée), le château du Haut-Barr (avec le germanique hoch et écrit aussi Hohbarr) pour ne donner que deux exemples.  Formes anciennes du nom:  Ecclesia de Barloco (1144), Barloces (1190), Parrochia de Barleco (1247), Prior de Belloloco (1327), Prior de Ballo Loco (1351), Barlieu (1367, 1390, 1788, Cassini), Baleu (1397 Parrochia de Barro Loco (1529, 1603, 1648, 1720, 1766), Parrochia de Barlo Loco (1553), Berlieu (1567), Barlieu sous Loire (1730) https://les-noms-de-lieux-de-vailly-sur-sauldre.e-monsite.com/

## Histoire
Le 9 novembre 1136, la bulle du pape Innocent II confirma la propriété de plusieurs biens à l’abbaye Saint-Satur, dont l'église de Barlieu : « Ecclesiam de Barlocco ». L'église Saint-Germain devenait définitivement la propriété de l'abbé et des chanoines réguliers de Saint-Satur.
En 1164, la bulle du pape Alexandre III confirma cette propriété.
Un prieuré curé dépendant des chanoines réguliers de Saint-Satur y est joint, simple lieu de résidence du chanoine régulier qui dessert la paroisse. L'aumônerie de Barlieu dépendait de l'archevêque de Bourges.
Ancien bourg fortifié comportant une enceinte, le village passe à la maison de Sancerre en 1152. En 1190, avant son départ pour les Croisades, le comte Étienne Ier, comte de Sancerre, octroie aux habitants de Barlieu la coutume de Lorris, qui est alors une ville fermée de murs, indépendante, où se tiennent des marchés et des foires.
Au début du XVe siècle, la seigneurie de Barlieu est vendue à Martin Gouges de Charpaigne, évêque de Clermont, chancelier du duc de Berry. Jacques de Montmorin en hérite, tuteur de son fils Pierre (héritier de son oncle Martin décédé), et la vend à Jacques Cœur en 1448, pour la somme de deux mille écus d'or. En 1458, à la liquidation des biens de ce dernier, la seigneurie de Barlieu est achetée par Jean V de Bueil, comte de Sancerre, et revient ainsi au comté de Sancerre, par l'intermédiaire de la baronnie de Vailly. La terre de Barlieu reste dans la famille de Bueil jusqu'en 1628, puis elle est acquise par Henri Bourbon II prince de Condé, gouverneur de Berry, et demeure dans cette famille jusqu'à Louise Élisabeth de Bourbon-Condé, comtesse de Sancerre, qui meurt en 1775.
À partir de 1785, Louis XVI à partir d'un contrat d'échange révoqué par l'assemblée nationale en 1791, devient seigneur de Barlieu. Plus tard, Barlieu est l'une des sept communes du premier canton de Vailly, lui-même incorporé au district d'Aubigny-sur-Nère le 16 novembre 1790. En août 1801, le village est définitivement rattaché au canton de Vailly-sur-Sauldre.

## Politique et administration
| Période                                  | Période   | Identité             | Étiquette | Qualité                              |
| ---------------------------------------- | --------- | -------------------- | --------- | ------------------------------------ |
| Les données manquantes sont à compléter. |           |                      |           |                                      |
| mars 1983                                | mars 1989 | Christian Forest     | DVD       | Ouvrier spécialisé                   |
| mars 2008                                | août 2017 | Christian Forest     | DVD       | Retraité                             |
| octobre 2017                             | mai 2020  | Marie-France Armanet |           | Employée (secteur privé)             |
| mai 2020                                 | en cours  | Marc Verbeke,        |           | Agriculteur sur moyenne exploitation |

## Démographie
L'évolution du nombre d'habitants est connue à travers les recensements de la population effectués dans la commune depuis 1793. Pour les communes de moins de 10 000 habitants, une enquête de recensement portant sur toute la population est réalisée tous les cinq ans, les populations de référence des années intermédiaires étant quant à elles estimées par interpolation ou extrapolation. Pour la commune, le premier recensement exhaustif entrant dans le cadre du nouveau dispositif a été réalisé en 2008.

En 2022, la commune comptait 336 habitants, en évolution de −9,19 % par rapport à 2016 (Cher : −2,48 %, France hors Mayotte : +2,11 %).
| 1793 | 1800 | 1806 | 1821 | 1831 | 1836 | 1841 | 1846  | 1851  |
| ---- | ---- | ---- | ---- | ---- | ---- | ---- | ----- | ----- |
| 847  | 847  | 960  | 881  | 942  | 992  | 986  | 1 104 | 1 085 |

| 1856  | 1861  | 1866  | 1872  | 1876  | 1881  | 1886  | 1891  | 1896  |
| ----- | ----- | ----- | ----- | ----- | ----- | ----- | ----- | ----- |
| 1 083 | 1 115 | 1 158 | 1 130 | 1 191 | 1 183 | 1 175 | 1 230 | 1 207 |

| 1901  | 1906  | 1911  | 1921  | 1926 | 1931 | 1936 | 1946 | 1954 |
| ----- | ----- | ----- | ----- | ---- | ---- | ---- | ---- | ---- |
| 1 228 | 1 202 | 1 190 | 1 001 | 904  | 808  | 791  | 767  | 672  |

| 1962 | 1968 | 1975 | 1982 | 1990 | 1999 | 2006 | 2008 | 2013 |
| ---- | ---- | ---- | ---- | ---- | ---- | ---- | ---- | ---- |
| 596  | 537  | 459  | 413  | 433  | 363  | 396  | 406  | 382  |

| 2018 | 2022 | - | - | - | - | - | - | - |
| ---- | ---- | - | - | - | - | - | - | - |
| 347  | 336  | - | - | - | - | - | - | - |

## Culture locale et patrimoine

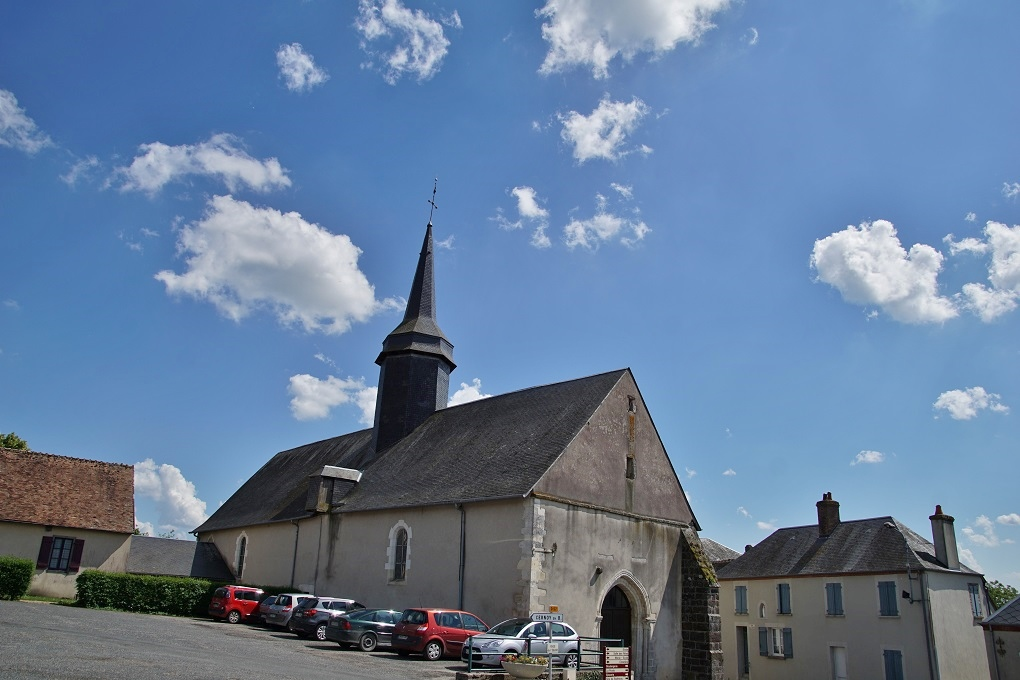
Église Saint-Germain de Barlieu.

### Lieux et monuments
- L'église Saint-Germain datant du XIIe siècle, de la fin du XVe siècle et de 1867. L'abbaye Saint-Satur eut confirmation de sa possession en 1136. Sa reconstruction peut donc lui être antérieure, les chanoines réguliers la prenant en bon état, ou postérieure, les chanoines réguliers la faisant rebâtir. Les campagnes de travaux se déroulèrent à la fin du XVe et vers 1867, époque où elle fut presque entièrement rebâtie.

### Héraldique
| Blason de Barlieu | Les armes de Barlieu se blasonnent ainsi : Écartelé : au 1er d'argent à la divise ondée d'azur, au 2e de gueules au cœur d'argent, au 3e de gueules à la fleur de lys d'argent, au 4e d'argent à l'épi de blé de sinople en barre. |